# Sobra un hombre (película)
Un homme de trop (titulado 1 homme de  trop en los créditos y en el cartel original), en español titulada Sobra un hombre, es una dramática película franco - italiana dirigida por Costa-Gavras, estrenada en 1967. Es una adaptación de la novela autobiográfica de Jean-Pierre Chabrol publicada en 1958.

## Sinopsis
En 1943, a costa de una arriesgada operación, un grupo de combatientes de la resistencia de un maquis de Cévennes logró liberar de su prisión a doce condenados a muerte. Una vez a salvo, resulta que entre los fugitivos hay un hombre de más. Mientras los alemanes les seguían su rastro, los líderes del maquis se preguntaban qué hacer con este extraño. 

## Ficha técnica
- Título original : Un homme de trop (o 1 homme de trop)
- Título internacional de habla inglesa. : Shock Troops
- Realización : Costa-Gavras
  - Asistentes de dirección : Georges Grodzenczyk, Bernard Paul y Alain Corneau (aprendiz)
- Guion : Costa-Gavras, basada en la novela de Jean-Pierre Chabrol
  - Diálogos : Daniel Boulanger (sin acreditar)
- Música : Michel Magne
  - canción : The Mason's Song (música de Henri Betti, letra de Maurice Vandair y Maurice Chevalier)
- Fotografía : Jean Tournier
- Camarógrafo : Pierre Willemin
- Sonido : Guy Villette
- Montaje : Christian Gaudín
- Dirección artística : Maurice Colasson
- Trajes : Colette Baudot
- Producción : Costa-Gavras y Harry Saltzman
- Director de producción : Luis Daquin
- Sociedades de producción : Les Productions Artistes Associés, Terra Film y Sol Produzione
- Empresas distribuidoras : United Artists  Francia, Dear Film  Italia
- País de producción :  Francia,  Italia
- Idiomas originales : Francés y alemán
- Género : drama, guerra, histórico
- Duración : 110 minutos
- Formato : color (Eastmancolor) - 2.35:1 - Techniscope - 35 mm - mono
- Fecha de estreno :
  -  Francia: 5 de abril de 1967
- Restauración : Lumières Numériques (2016)

## Intérpretes
- Bruno Cremer : Cazal
- Jean-Claude Brialy : Jean
- Gérard Blain : Thomas
- Michel Piccoli : Un hombre de más
- Jacques Perrin : Kerk
- Claude Brasseur : Groubec
- Charles Vanel : Passevin
- Michel Creton : Solin
- Julie Dassin : Jeanne
- François Périer : Moujon
- Claude Brosset : Ouf
- Pierre Clémenti : Lucian, el miliciano
- Paolo Fratini : Philippe
- Nino Segurini : Paco
- Patrick Préjean : Lecocq
- Albert Rémy : Émile
- Michèle Bardollet : Micheline
- Monique Chaumette : La señora Moujon
- Maurice Garrel : Forrez
- Marc Porel : Octave
- Mario David : El conductor del autobús
- Michel Modo : El judío torturado
- Guy Mairesse : Tricard
- Jacqueline Staup : La monja
- Dominique Viriot : Julien
- Serge Sauvion : Félix
- Edmond Ardisson : El cajero
- Gérard Darrieu :El camionero
- Philippe Forquet : Topart
- Med Hondo : Florent
- Sady Rebbot : Hardy
- René Lefèvre : El coronel Guers
- Jean-Louis Le Goff : El Director de la PTT
- Françoise Pavy : Suzanne
- René Alone :El doctor
- André Dalibert : El brigadier de la Gendarmería
- Michel Duplaix : La soplona
- Billy Kearns : Hoffer
- Jean-François Gobbi : Salve
- Michel Gonzalès : Martin
- Roger Marion : Titus
- Moni Rey : La madre del miliciano Lucian
- Roger Pera : Roy
- Gérard Sarafian : Balec

## Producción
Tras el éxito de su primer largometraje, Compartment Killers, Costa-Gavras fue contactado por el productor estadounidense Harry Saltzman, quien lo dejó libre para su siguiente proyecto. El cineasta expresó entonces su deseo de adaptar La condición humana de André Malraux,  pero esto asustó a Saltzman. Este último sugirió entonces la novela de Jean-Pierre Chabrol sobre la resistencia francesa.
El rodaje tuvo lugar en Cantal (Saint-Flour, Castillo de Alleuze, viaducto de Garabit, etc.) y en Gard (Alès, Uzès, Bouquet, Les Plantiers, etc.).

## Recepción
La película fue un fracaso comercial con 900 000 espectadores en Francia; El cineasta lo explica por el mito aún tenaz de la resistencia unida.